# Rasmus Højlund
Rasmus Winther Højlund (danskt uttal: [ˈʁɑsmus ˈhʌjˌlɔnˀ]), född 4 februari 2003 i Köpenhamn i Danmark, är en dansk fotbollsspelare (anfallare) som spelar för Manchester United i Premier League och det danska landslaget.
Højlund kom från Köpenhamns ungdomsakademi och debuterade i A-laget som 17-åring 25 oktober 2020 mot AGF. Efter att ha gjort 5 mål på 32 matcher för Köpenhamn skrev han på för Österrikiska Sturm Graz i januari 2022. Senare samma år köptes han loss av italienska Atalanta för 17 miljoner euro.
Højlund spelade i de danska ungdomslandslagen från U16 till U21 och gjorde seniordebut mot Kroatien i september 2022.

## Klubbkarriär

### Köpenhamn
Højlund föddes i Köpenhamn och växte upp i Hørsholm. Han spelade ungdomsfotboll i HUI och Brøndby innan han kom in i Köpenhamns ungdomsverksamhet. Säsongen 2021–2022 debuterade han i europeiska turneringar och stod för fem mål i UEFA Europa Conference League i både kvalrundor och själva turneringen.

### Sturm Graz
I januari 2022 anlände Højlund till Österrikiska klubben SK Sturm Graz för ca 1,8 miljoner € och stod för 12 mål på 21 matcher i alla tävlingar under den återstående delen av säsongen 2021–2022 och inledningen av säsongen 2022–2023.

### Atalanta
27 augusti 2022 skrev Højlund på för Serie A-klubben Atalanta med en rapporterad övergångssumma på 17 miljoner €. Hans första mål kom i en 2–0-vinst borta mot Monza 5 september. Han inledde säsongen på avbytarbänken med några inhopp, men etablerade sig snart i startelvan på grund av dålig form och skador hos den ordinarie anfallaren Duvan Zapata. Han fortsatte att spela bra i efterföljande matcher och gjorde fyra mål på fyra raka matcher.

### Manchester United
I slutet av juli 2023 kom engelska Manchester United och Atalanta överens om en deal för Højlund. Den slutgiltiga summan landade på 64 miljoner £ med ett kontrakt som sträckte sig över fem år. Han presenterades officiellt av Premier League-klubben 5 augusti.
Det tog en knapp månad innan debuten kom när Højlund ersatte Anthony Martial i 3–1-förlusten mot Arsenal. Han gjorde sitt första mål för klubben i den inledande matchen av Champions League 2023/24 mot Bayern München. Första ligamålet dröjde ända till omgång 19 i 3–2-vinsten mot Aston Villa på Old Trafford.
I februari 2024 blev Højlund den förste danske spelaren att bli Månadens Spelare i Premier League efter att ha gjort 5 mål och 1 assist på 4 matcher. Senare i april satte han den avgörande straffen under straffläggningen i FA Cup-semifinalen mot Coventry. I finalen 25 maj vann han sin första trofé med klubben när Manchester United vann mot lokalrivalen Manchester City med 2–1 på Wembley i London.
Højlund avslutade säsongen 2023-2024 med totalt 16 mål på 43 matcher för klubben, varav 10 i ligan, 5 i Champions League och 1 i FA Cupen.
Inför säsongen 2024/25 drog Højlund på sig en knäskada och var borta de inledande sex veckorna av säsongen. Han spelade sin första match mot Crystal Palace i omgång 5 när han byttes in istället för Amad Diallo och gjorde sitt första mål i Europa League-matchen mot Porto.

## Landslagskarriär
I september 2022 spelade Højlund sina två första landskamper för Danmark mot Kroatien och Frankrike i UEFA Nations League, båda genom inhopp. I sin första start för landslaget mot Finland i kvalet till EM 2024 gjorde han ett hattrick, vilket också blev hans första mål för det danska landslaget. Højlund avslutade kvalet som Danmarks skyttekung med 7 mål och kom med i Danmarks trupp under EM.

## Privatliv
Rasmus Højlunds två yngre tvillingbröder Emil och Oscar är båda också fotbollsspelare, med Emil spelande för den tyska andradivisionsklubben Schalke 04 och Oscar i den tyska högstadivisionsklubben Eintracht Frankfurt.

## Karriärstatistik

### Klubb
Korrekt per match spelad 6 oktober 2024
| Klubb             | Säsong            | Inhemsk liga            | Inhemsk liga | Inhemsk liga | Nat. täv. | Nat. täv. | Internat. täv. | Internat. täv. | Totalt | Totalt |
| Klubb             | Säsong            | Serie                   | SM           | Mål          | SM        | Mål       | SM             | Mål            | SM     | Mål    |
| ----------------- | ----------------- | ----------------------- | ------------ | ------------ | --------- | --------- | -------------- | -------------- | ------ | ------ |
| Köpenhamn         | 2020-21           | Superligaen             | 4            | 0            | 1         | 0         | 0              | 0              | 5      | 0      |
| Köpenhamn         | 2021-22           | Superligaen             | 15           | 0            | 1         | 0         | 11             | 5              | 27     | 5      |
| Köpenhamn         | Totalt i klubblag | Totalt i klubblag       | 19           | 0            | 2         | 0         | 11             | 5              | 32     | 5      |
| Sturm Graz        | 2021-22           | Österrikiska Bundesliga | 13           | 6            | 0         | 0         | 0              | 0              | 13     | 6      |
| Sturm Graz        | 2022-23           | Österrikiska Bundesliga | 5            | 3            | 1         | 2         | 2              | 1              | 8      | 6      |
| Sturm Graz        | Totalt i klubblag | Totalt i klubblag       | 18           | 9            | 1         | 2         | 2              | 1              | 21     | 12     |
| Atalanta          | 2022-23           | Serie A                 | 32           | 9            | 1         | 2         | 2              | 1              | 34     | 10     |
| Atalanta          | Totalt i klubblag | Totalt i klubblag       | 32           | 9            | 2         | 1         | 2              | 1              | 34     | 10     |
| Manchester United | 2023-24           | Premier League          | 30           | 10           | 5+2       | 1+0       | 6              | 5              | 43     | 16     |
| Manchester United | 2024-25           | Premier League          | 3            | 0            | 0         | 0         | 2              | 1              | 5      | 1      |
| Manchester United | Totalt i klubblag | Totalt i klubblag       | 33           | 10           | 5+2       | 1+0       | 8              | 6              | 48     | 17     |
| Totalt i karriär  | Totalt i karriär  | Totalt i karriär        | 102          | 28           | 12        | 4         | 21             | 12             | 135    | 44     |

### Landslag
Korrekt per den 29 juni 2024

#### Matcher och mål för landslag per år
| Landslag | År     | SM | Mål |
| -------- | ------ | -- | --- |
| Danmark  | 2022   | 2  | 0   |
| Danmark  | 2023   | 8  | 7   |
| Danmark  | 2024   | 8  | 0   |
| Totalt   | Totalt | 18 | 7   |

## Meriter

### Köpenhamn
- Superligaen: 2021-22[28]

### Manchester United
- FA Cupen: 2023-24[29]

### Individuellt
- Danish Talent of the Year: 2023
- IFFHS Men's World Youth (U20) Team: 2023
- Premier League Player of the Month: februari 2024